# Tharok
Tharok è un supercriminale della DC Comics ed un nemico della Legione dei Super-Eroi. È il leader dei Fatal Five, e sia lui che la squadra comparvero per la prima volta in Adventure Comics n. 352 (gennaio 1967), e furono creati da Jim Shooter.

## Biografia del personaggio
Tharok è un delinquentello da quattro soldi che tentò di impressionare i suoi capi rubando un piccolo dispositivo nucleare. Questo detonò inaspettatamente quando la polizia locale fece fuoco su di lui, vaporizzando per metà il suo corpo. La gente del suo mondo, che consideravano sacra la vita, lo ricostruirono utilizzando parti robotiche. Questo rafforzò la sua intelligenza drasticamente, la lasciò inalterate le sue tendenze malvagie. Nelle sue prime comparse indossava dei vestiti che coprivano solo la metà organica del suo corpo. Il cervello robotico di Tharok gli permette di controllare Validus, il mostro senza mente, membro dei Fatal Five.
Uno dei principali tentativi dei Fatal Five di sconfiggere la Legione fu pianificato da Dark Man, l'essere che organizzò numerosi rifugiati adolescenti del pianeta Dryad nella Lega dei Super Assassini. Durante questo periodo, si scoprì che Dark Man era in realtà un clone di Tharok. Quando il piano di distruzione della Legione fallì, sia Tharok che Dark Man furono distrutti, e i Fatal Five si sciolsero.

### Post-Ora Zero
Dopo il rinnovamento della Legione nell'Ora zero, Tharok fu reintrodotto in Legionnaires n. 34 (febbraio 1996). In questa versione rubò un potente solvente piuttosto che un dispositivo nucleare, e quando la polizia gli sparò contro, il contenitore venne bucato. Il solvente tagliò di netto ogni legame molecolare del lato sinistro del suo corpo. Un brillante chirurgo lo ricostruì come cyborg ed un ingrato Tharok lo uccise. Tharok aggiornò la parte cyborg del suo corpo, innestando su di sé un potente arsenale di armi letali.

### Post-Crisi Infinita
Dopo la miniserie Crisi infinita, la maggior parte della continuità originale della Legione venne ricostituita. Tharok (insieme a tutti i membri dei Fatal Five) fu tra i supercriminali che parteciparono all'attacco massiccio sulla Legione condotta da Superboy-Prime e la sua Legione dei Supercriminali. Così, non fu chiaro se Tharok incontrò Dark Man nella corrente continuità DC, o se Dark Man soltanto esisteva.

## Poteri e abilità
L'intera parte sinistra del corpo di Tharok è meccanica. Possiede una grande forza e superresistenza, e il suo braccio sinistro può essere riconfigurato nella forma di varie armi. Possiede anche un cervello cibernetico, che collegato a quello biologico, gli conferisce un'intelligenza sovrumana.

## In altri media

### Televisione
- Tharok comparve nell'episodio "Lontani da casa" della serie animata Justice League Unlimited, insieme al resto dei Fatal Five.
- Tharok comparve in numerosi episodi della serie animata Legion of Super Heroes. Lo si vide ancora una volta come membro dei Fatal Five. Comparve poi negli episodi "Man of Tomorrow", "Champions", "Sundown, part 2" e "Man From The Edge of Tomorrow, part 2". In "Man of Tomorrow" part. 2, Tharok fu parzialmente responsabile di aver messo Saturn Girl in coma.
- Tharok comparve anche nel fumetto The Legion of Super-Heroes in the 31st Century, spin-off della serie animata. Queste storie, tuttavia, non fanno parte della continuità della DC Comics.
- Tharok è uno degli antagonisti terziari del film d'animazione Justice League vs. the Fatal Five.

### Fumetti
- Nel n. 7 della serie Star Wars della Marvel Comics, Ian Solo e Chewbecca aiutarono a seppellire un cyborg deceduto che era una reminiscenza di Tharok. Questo numero fu scritto da Roy Thomas, che scrisse anche la serie a fumetti Legion of Super-Heroes.